# Montmorin, Puy-de-Dôme
Montmorin är en kommun i departementet Puy-de-Dôme i regionen Auvergne-Rhône-Alpes i centrala Frankrike. Kommunen ligger i kantonen Billom som tillhör arrondissementet Clermont-Ferrand. År 2022 hade Montmorin 730 invånare.

## Befolkningsutveckling
Antalet invånare i kommunen Montmorin
| Referens: INSEE |